# Doraemon Wii: Himitsu dōgu-ō kettei-sen
Doraemon Wii: Himitsu dōgu-ō kettei-sen (ドラえもん Wii ひみつ道具王決定戦?, Doraemon Wii - Himitsu dōgu-ō kettei-sen) è un videogioco party pubblicato esclusivamente in Giappone da SEGA per Wii nel 2007. È basato sul celebre manga e anime Doraemon di Fujiko F. Fujio.

## Modalità di gioco
Il gameplay è basato sul sugoroku, un gioco da tavolo simile al backgammon occidentale, e vede come obiettivo quello di sfidare altri tre personaggi attraverso vari minigiochi. Lo scopo principale sarà quello di attraversare un enorme tabellone tirando i dadi; a seconda del numero uscito ci si potrà spostare di altrettante caselle, ad esempio se il dado riporterà due, allora il personaggio scelto si muoverà di due caselle. Ognuna di queste avrà inoltre un diverso effetto da quello delle altre, ad esempio permetterà di guadagnare o perdere dei punti, attivare determinati oggetti che influenzeranno la mappa oppure ottenere degli strumenti segreti. Sono presenti sei personaggi giocabili: Doraemon, Dorami, Nobita Nobi, Shizuka Minamoto, Takeshi Goda e Suneo Honekawa.

## Accoglienza
Doraemon Wii ha ottenuto un punteggio di 24/40 dalla rivista Famitsū, basato sulla somma dei punteggi (da 0 a 10) dati al gioco da quattro recensori della rivista. Fu apprezzato il fatto che la tecnica di ogni personaggio era diversa da quella degli altri e che si potevano utilizzare degli strumenti segreti per ottenere un vantaggio o per infastidire l'avversario. I minigiochi erano facili e potevano essere goduti maggiormente dai giocatori più giovani. Non si rivelava molto innovativo ma dimostrava di essere un gioco di sugoroku sufficiente. Venne elogiata la presenza dei personaggi della serie così gli scenari familiari, tuttavia, siccome il gameplay era quello di un classico gioco da tavolo poteva non mostrare il lato migliore di Doraemon. Il minigioco dello strumento segreto era il più divertente, ma vi erano poche possibilità di giocarci. La visione del mondo di Doraemon si mostrava comunque ben rappresentata e vivace in ogni suo aspetto, tuttavia rimaneva pur sempre un titolo dal genere ristretto. I minigiochi erano divertenti per la loro semplicità ma non aveva altri elementi di sorta per farlo durare a lungo e si mostrava generalmente ridondante. Nonostante fosse un titolo destinato ai bambini più piccoli, gli strumenti segreti che si potevano trovare erano adatti ai giocatori più adulti, che potevano combinare più strumenti fra loro per ottenere dei vantaggi estremamente efficaci che gli avrebbe consentito di scegliere se vincere o perdere casualmente.